# Bugula flabellata
Bugula flabellata is een mosdiertjessoort uit de familie van de Bugulidae. De wetenschappelijke naam van de soort is voor het eerst geldig gepubliceerd in 1848 door Thompson, in Gray.